# Stanley Black & Decker
Stanley Black & Decker, tidligere The Stanley Works, er en amerikansk Fortune 500 virksomhed, der fremstiller industrielle power tools og husholdningmaskiner og tilbyder sikkerhedsprodukter. Hovedkvarteret ligger i Hartford i New Britain, Connecticut. Stanley Black & Decker er et resultat af en fusion mellem Stanley Works og Black & Decker den 12. marts, 2010.

## Selskaber og varemærker
Stanley Black & Decker ejer en række datterselskaber og varemærker

### Power tools
- DeWalt - power tools. Blev købt af Black & Decker i 1960
- Guoqiang (GQ) Tools (Kina) - power tools
- Porter-Cable - power tools. Blev købt af Black & Decker i 2004[9]/2005[10]
- Oldham Saw Company - producent af rundsavklinger og overfræserbits. Blev købt af BLack & Decker i 2004[9]
- Black & Decker – fusioneret i 2010
- Craftsman

### Håndværktøj og opbevaring
- Pastorino - tømrer- og byggeværktøj[11]
- Stanley Hand Tools - tømrer- og byggeværktøj
- Craftsman
- Irwin Industrial Tools
- Waterloo Industries- Tool Storage Solutions, købt i 2017. Mærket blev udfaset kort efter